# Meritites I.
Meritites I. je bila egipatska kraljica supruga iz 4. dinastije.

## Etimologija
Merititesino ime znači "voljena od svog oca".

## Životopis
Meritites je bila rođena kao princeza, kćer faraona Snofrua. Njezina majka je bila Snofruova treća supruga, čije je ime nepoznato. Meritites je bila najdraža kćer svom ocu.
Zajedno s ostalim članovima svoje obitelji, Meritites je odrastala na dvoru. Udala se za svog starijeg polubrata Kufua, koji je naslijedio Snofrua i dao podići Veliku piramidu. Meritites je Kufuu rodila nekoliko djece, te je bila moćna politička figura, blisko vezana uz svog muža. Henutsen, Merititesina sestra, također se udala za Kufua, a moguće je da je to učinila i najstarija Merititesina sestra, Nefertkau. 
Meritites je bila čašćena i u vrijeme vladavine svog nećaka Kafre, koji je bio sin Kufua i Henutsen. Kafra ju je osobito poštovao, jer je bila sestra njegove majke.
Kraljica Meritites je nadživjela svog muža, svog najstarijeg sina Kauaba, svog polunećaka Džedefru koji je vladao nakon Kufua, te je umrla tijekom Kafrine vladavine. Pokopana je u Gizi.

## Obitelj
Meritites I. je bila potomkinja faraona:
|  |  |  |  |  |  |  |  |  |  |  |  |  |  |  |  | Huni         |  |  |  |  |  |  |  |  |  |  |  |  |  |  |  |
|  |  |  |  |  |  |  |  |  |  |  |  |  |  |  |  |              |  |  |  |  |  |  |  |  |  |  |  |  |  |  |  |
|  |  |  |  |  |  |  |  |  |  |  |  |  |  |  |  | Snofru       |  |  |  |  |  |  |  |  |  |  |  |  |  |  |  |
|  |  |  |  |  |  |  |  |  |  |  |  |  |  |  |  |              |  |  |  |  |  |  |  |  |  |  |  |  |  |  |  |
|  |  |  |  |  |  |  |  |  |  |  |  |  |  |  |  | Meritites I. |  |  |  |  |  |  |  |  |  |  |  |  |  |  |  |

Djeca Kufua i Meritites I.:
| Ime           | Titula               |
| ------------- | -------------------- |
| Kauab         | krunski princ Egipta |
| Džedefhor     | princ Egipta         |
| Heteferes II. | kraljica Egipta      |
| Meritites A   | princeza Egipta      |
| Meresank II.  | kraljica Egipta      |
| Baufra        | princ Egipta         |

Za primijetiti je da je jedna Merititesina kćer nazvana po njoj.

## Naslovi
Ovo su naslovi koje je nosila kraljica Meritites I.:
- "Velika od hetes-žezla Snofrua",
- "Velika od hetes-žezla Kufua",
- "Kraljeva žena, njegova voljena",
- "Službenica Horusa",
- "Supruga onoga od Dviju dama".[3]

U jednom natpisu, Kafra ovako uzdiže svoju tetu:

## Piramida
Mnogo se godina vjerovalo da je Meritites pokopana u piramidi G 1a u Gizi. Ipak, novija istraživanja pokazuju da je pokopana u piramidi G 1b, koja se nalazi pokraj piramide G 1c, u kojoj je pokopana Henutsen. George Andrew Reisner je smatrao da je u ovoj piramidi pokopana neka libijska kraljica, koja je prema njegovoj teoriji bila majka faraona Džedefre. Njegova se teorija danas uglavnom smatra pogrešnom, te se pretpostavlja da je Meritites doista pokopana u piramidi G 1b, pokraj svoje sestre. Tu teoriju podržava dr. Mark Lehner.

## Vanjske poveznice
|  | Zajednički poslužitelj ima još gradiva o temi Meritites I. |